# ビリー・ライト
ウィリアム・アンブローズ・"ビリー"・ライト（英語: William Ambrose "Billy" Wright, CBE, 1924年2月6日 - 1994年9月3日）は、イングランドの元サッカー選手、サッカー指導者。ポジションはDF。小柄ながら競り合いに強いプレイで有名。

## 経歴

### 選手時代
シュロップシャーのアイアンブリッジに生まれる。ライトは1938年に14歳でウルヴァーハンプトン・ワンダラーズFC（以下、ウルブス）のBチームの試合でデビューを飾った。後に8か月間のトライアルを受けるとフランク・バックレイ監督に認められ、翌1939年に15歳でトップチームへの昇格しノッツ・カウンティFC戦でデビューを飾った。彼は17歳の時にプロ契約を結んだが、第二次世界大戦の影響により経歴の中断を余儀なくされ、戦時中の間はレスター・シティのゲストプレーヤーとしてフォワードやディフェンダーなどでプレーした。1943年には体育教官としてイギリス陸軍に入隊した。
戦後、リーグ戦が再開されるとライトも古巣のウルブスに復帰し中心選手として活躍し、フットボールリーグ優勝3回（1954年、1958年、1959年）とFAカップ優勝1回（1949年）に貢献。1952年にはFWA年間最優秀選手賞を受賞している。1959年8月に現役を引退するまで一貫してウルブスでプレーを続け、リーグ通算490試合に出場し13得点を記録した。
イングランド代表としては1946年1月19日のベルギー戦で代表デビュー（試合は2-0でイングランドの勝利）。FIFAワールドカップには1950年のFIFAワールドカップ・ブラジル大会、1954年のFIFAワールドカップ・スイス大会、1958年のFIFAワールドカップ・スウェーデン大会に三大会連続で出場するなど、国際Aマッチ105試合に出場し3得点を記録した。また1948年からは代表の主将となり、90試合で主将を務めた。
なお、キャップ数はイングランド歴代5位の記録であり（2011年1月現在）、ボビー・ムーアによって塗り替えられるまで10年以上に渡って歴代最多記録であった。またイングランド代表史上において初めて100試合出場を果たした選手でもあった。なお、キャプテンとしての代表出場数90は、ボビー・ムーアと並んで歴代最多である。

### 引退後
引退後は指導者の道へ進み、1962年にアーセナルFCの監督に就任した。就任最初のシーズンは7位で終えたが、徐々に成績は下降線を辿り、1965-66シーズンを14位で終えると、1966年夏にアーセナルの取締役会により監督を解任された。
その後はサッカー解説者として活躍、1990年には古巣のウルブスの取締役会に加わった。1994年9月3日、胃癌により死去、70歳没。彼の死後、2002年に生前の功績が認められイングランドサッカー殿堂に選出。また2007年5月には、BBCのBBCミッドランド・トゥデイという番組においてミッドランド最優秀サッカー選手に選出された。

## 獲得タイトル
- フットボールリーグ ディビジョン1：1953-54, 1957-58, 1958-59
- FAカップ：1948-49
- FAコミュニティーシールド：1949, 1954, 1959